# Aquilaria citrinicarpa
Aquilaria citrinicarpa är en tibastväxtart som beskrevs av H. Hallier. Aquilaria citrinicarpa ingår i släktet Aquilaria och familjen tibastväxter. Inga underarter finns listade i Catalogue of Life.